# چاه نیمه‌عمیق علی چوب‌تراش
چاه نیمه‌عمیق علی چوب‌تراش یک منطقهٔ مسکونی در ایران است که در دهستان چاهک واقع شده‌است.